# Sapajus cay
Sapajus cay (лат.) — вид приматов семейства цепкохвостых обезьян, обитающих в Южной Америке.

## Классификация
Некоторые приматологи (Groves, 2005) классифицируют данный вид в качестве подвида чернополосого капуцина, Cebus libidinosus paraguayanus, тогда как другие (Silva Jr. 2001) считают его отдельным видом.

## Рацион
Всеядны, в рационе фрукты, семена, насекомые и мелкие позвоночные.

## Распространение
Встречаются на востоке Парагвая, юго-востоке Боливии, севере Аргентины и в бразильских штатах Мату-Гросу-ду-Сул и Мату-Гросу. Населяет субстропические полулистопадные галерейные леса.

## Статус популяции
Международный союз охраны природы присвоил виду охранный статус «Уязвимый» (Vulnerable).